# اوراتسیو جنتیلسکی

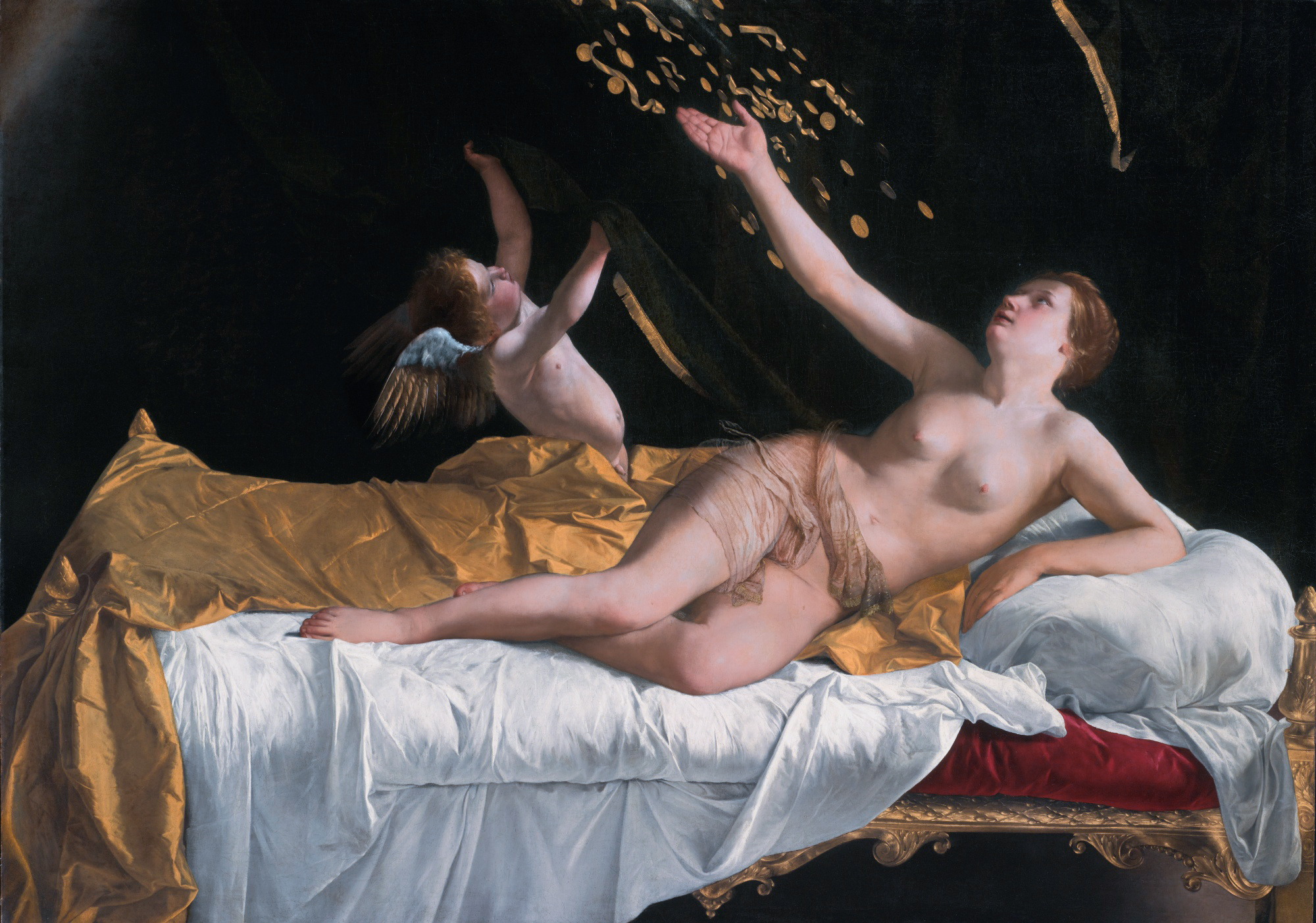
دانائه و رگباری از طلا، اثر اراتسیو جنتیلسکی

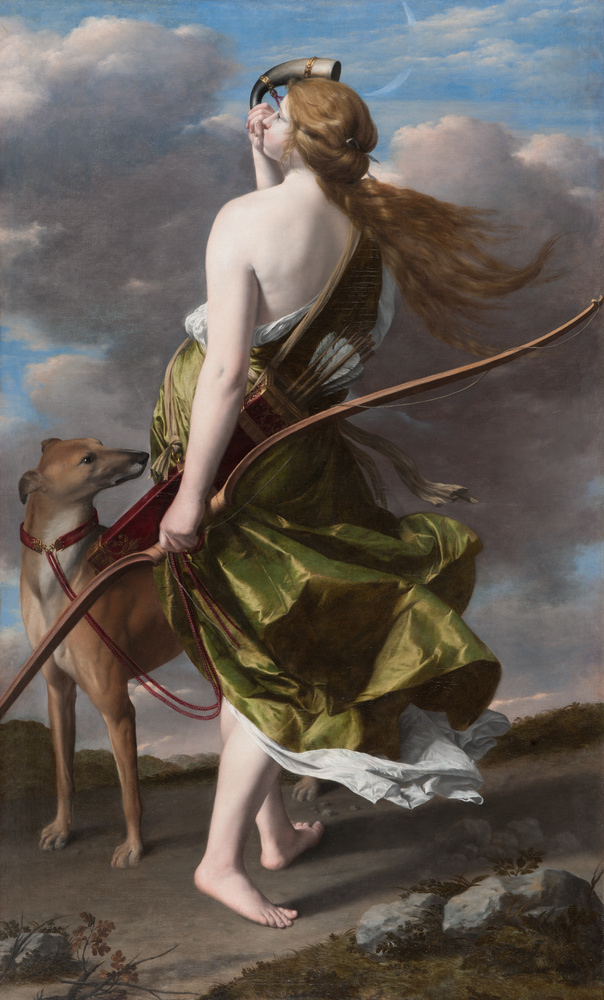
دیانای شکارچی اثر اراتسیو جنتیلسکی

اُراتسیو جِنتیلِسکی (ایتالیایی: Orazio Gentileschi; ‏۱۹ ژوئیهٔ ۱۵۶۳ – ۷ فوریهٔ ۱۶۳۹) نقاش مَنِریست ایتالیایی بود که در دورهٔ متأخر زندگانی‌اش از کاراواجو تأثیر گرفت. او پدر آرتمیزیا جنتیلسکی است.
بیشتر کارهای او شامل نقاشی چهره‌ها در داخل طرح‌های تزئینی سایر هنرمندان بود. پس از سال ۱۶۰۰، او تحت تأثیر سبک طبیعی تر کاراواجو قرار گرفت. وی پیش از انتقال به پاریس به دربار ماری مدیچی، پیشنهادهای مهمی را در فابریانو و جنوا دریافت کرد. وی آخرین قسمت از زندگی خود را در دربار چارلز یکم انگلستان گذراند.

## زندگی
جنتیلسکی در توسکانی، از پدری طلافروش اهل فلورنتی به نام جیووانی باتیستا لومی متولد و در ۹ ژوئیه ۱۵۶۳ در پیزا غسل تعمید داده شد. وی بعداً نام جنتیلسکی را از دایی اش که پس از انتقال به رم با او زندگی کرد،: p.6 در سال ۱۵۷۶ یا ۱۵۷۸، از وی گرفت. 

### سال‌های اولیه در رم
بسیاری از کارهای اولیه جنتیلسکی در رم ماهیتی مشترک داشت.  او فیگورها را برای مناظر آگوستینو تاسی در پالازو روسپیگلیوزی و احتمالاً در سالن بزرگ کاخ کویرینال نقاشی کرد، اگرچه برخی از مقامات این چهره‌ها را به جووانی لانفرانکو نسبت می‌دهند. وی همچنین در کلیساهای باسیلیکای سنتاماریا مجیوره، سان نیکولا در کارسره، سانتا ماریا دلا پاسه و سان جیووانی در لاترانو کار می‌کرد.

## نگارخانه

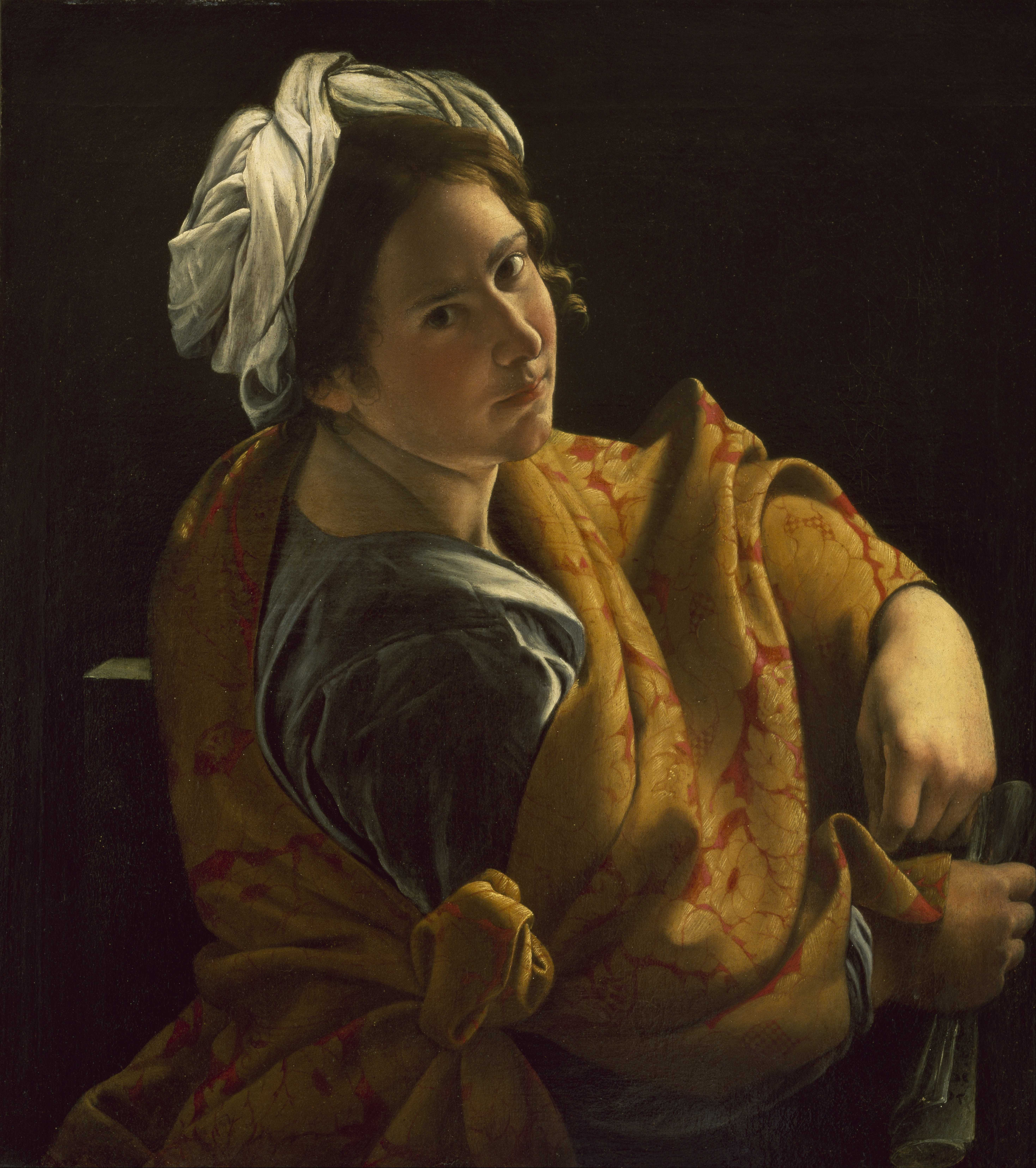
Portrait of a Young Woman as a Sibyl
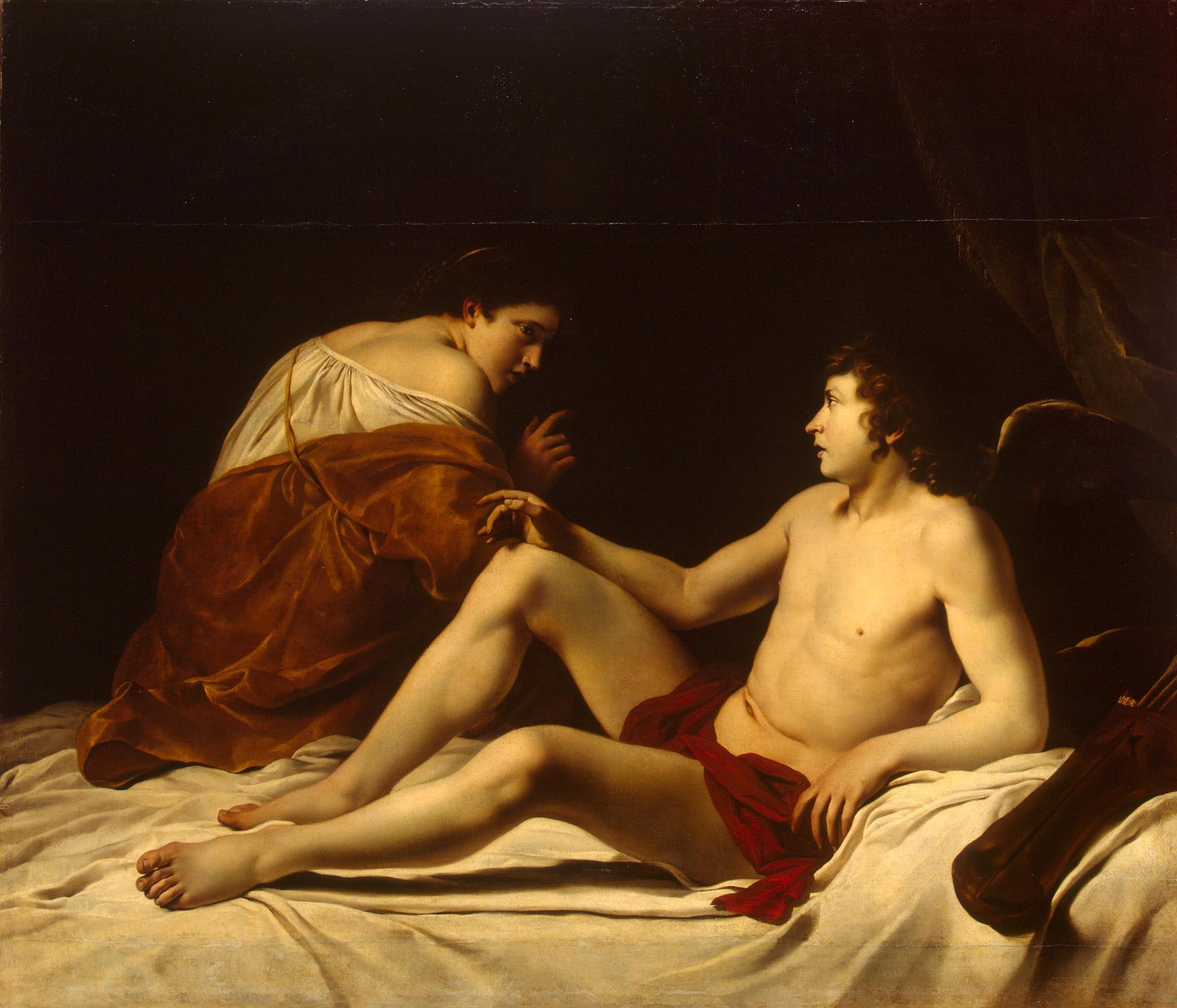
Cupid and Psyche
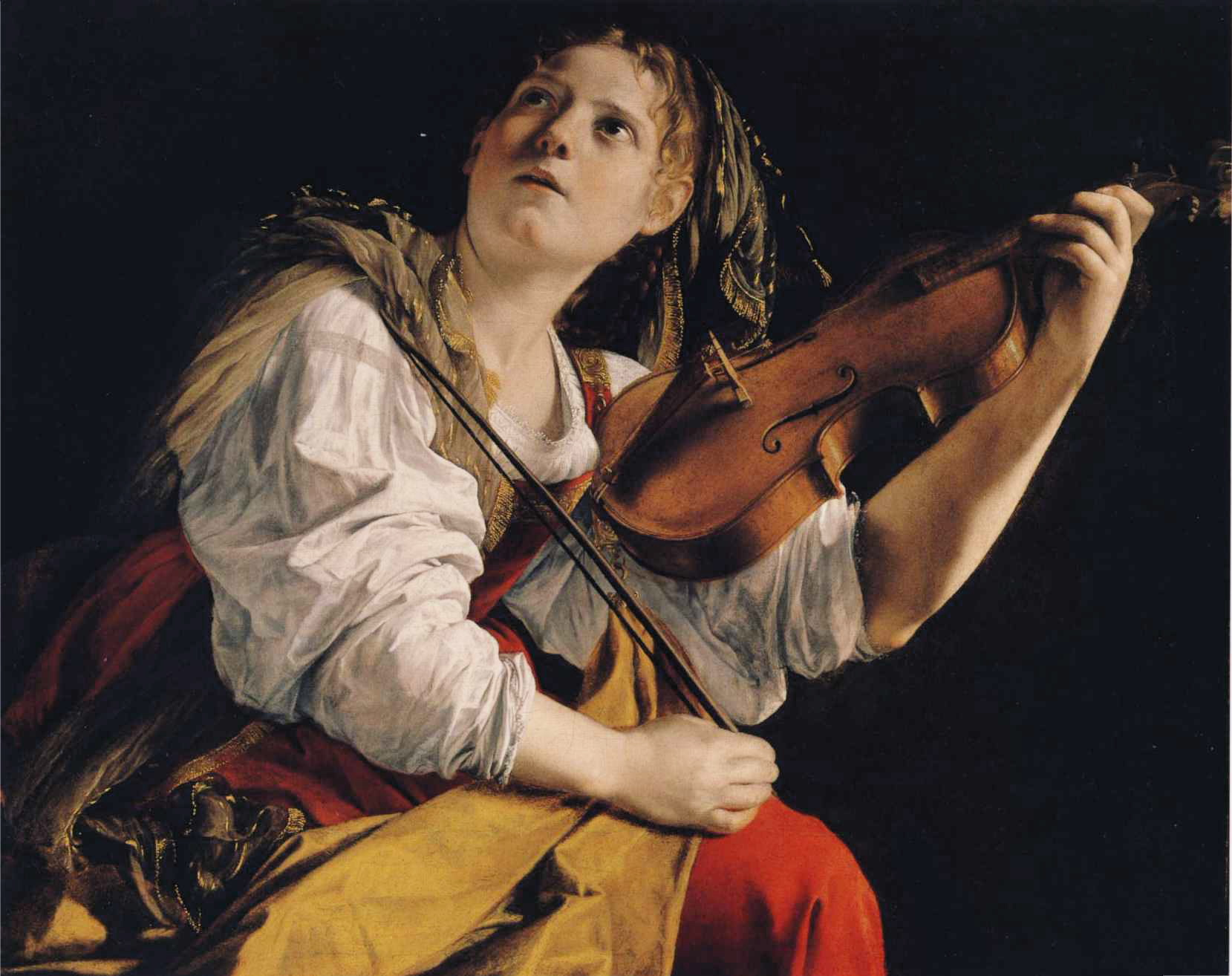
Young Woman Playing a Violin by Orazio Gentileschi
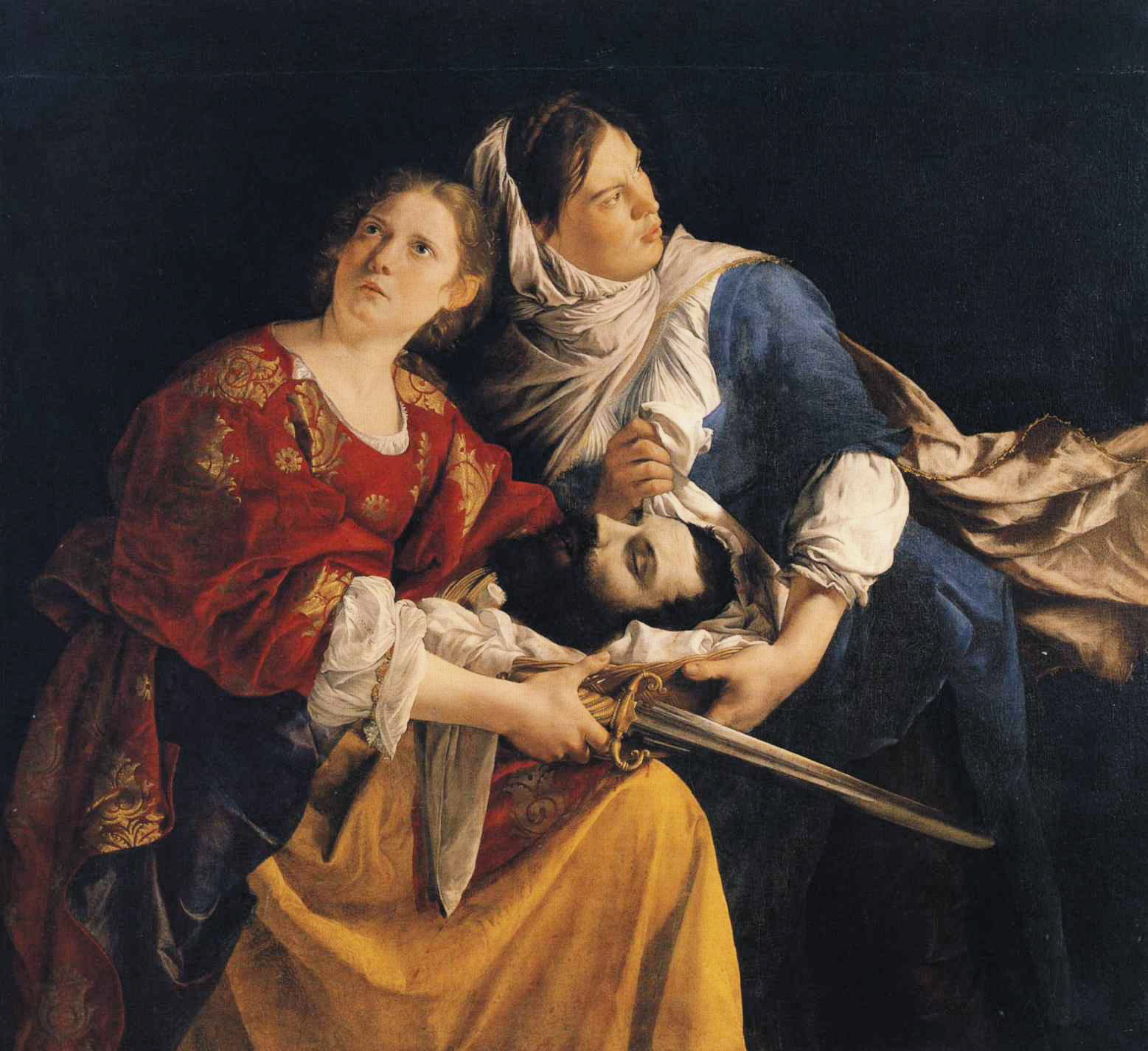
Judith and Her Maidservant with the Head of Holofernes
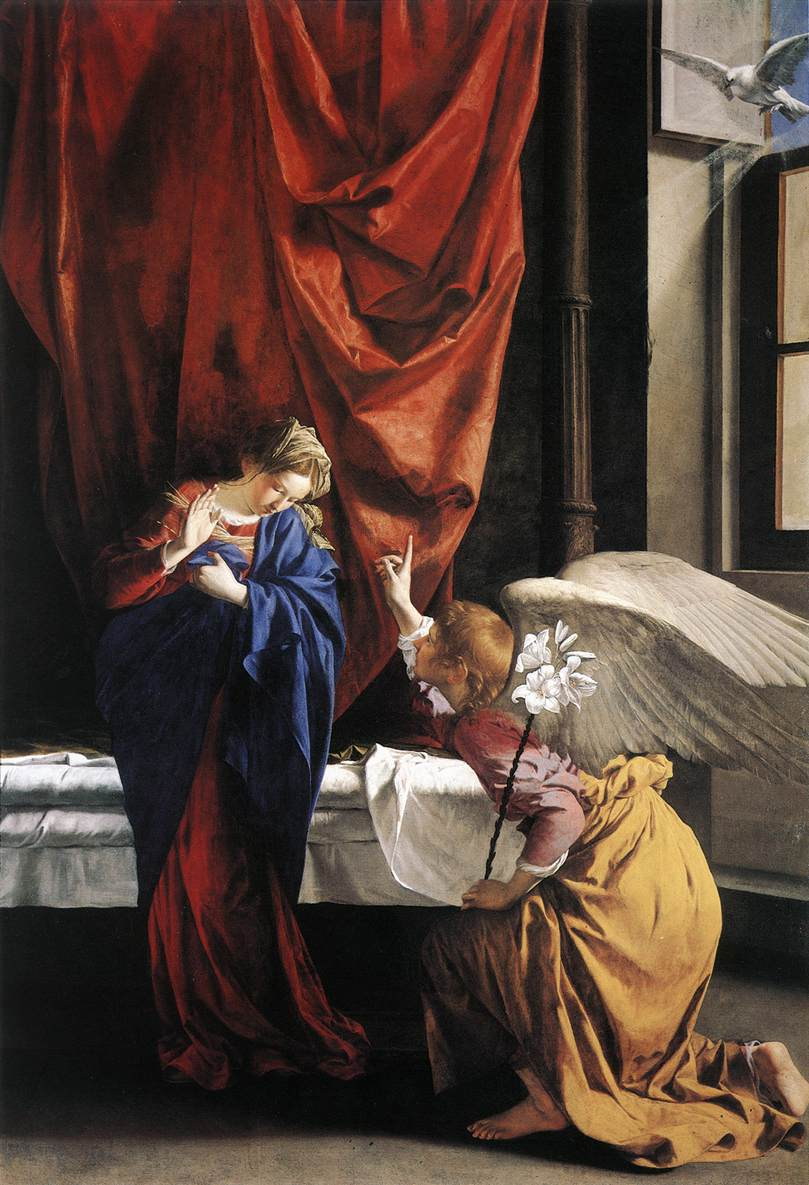
Annunciation
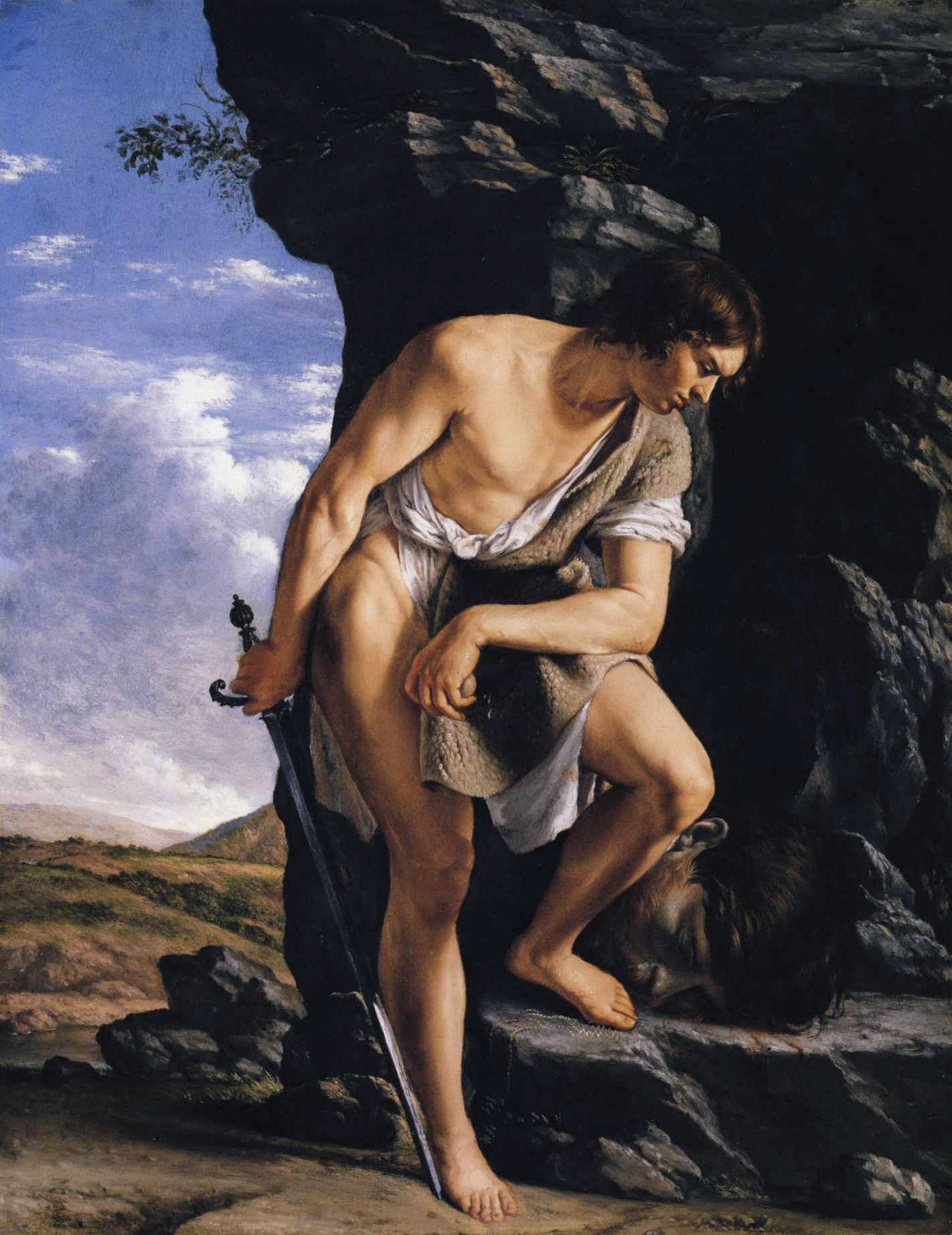
David Contemplating the Head of Goliath
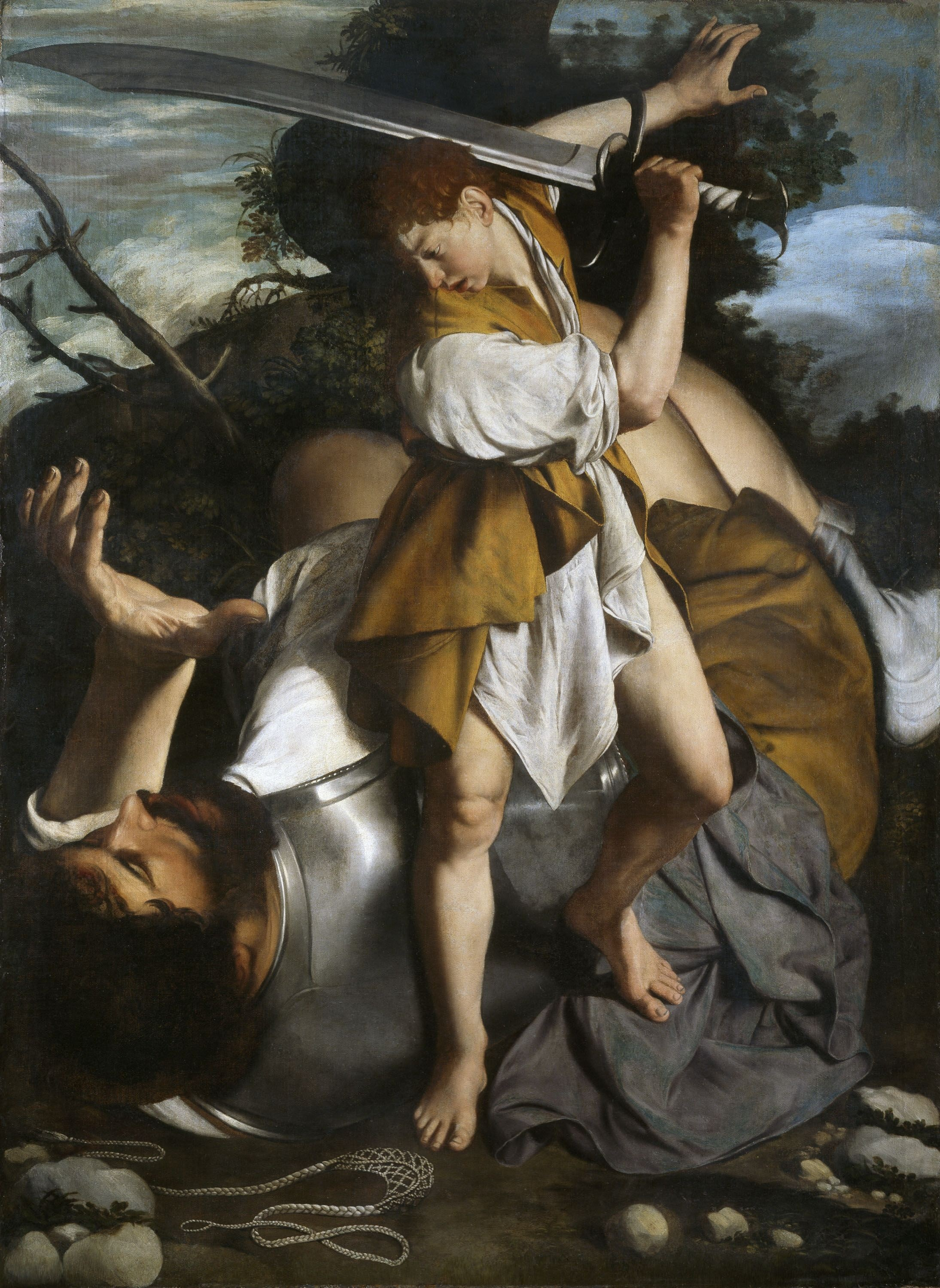
David  and Goliath
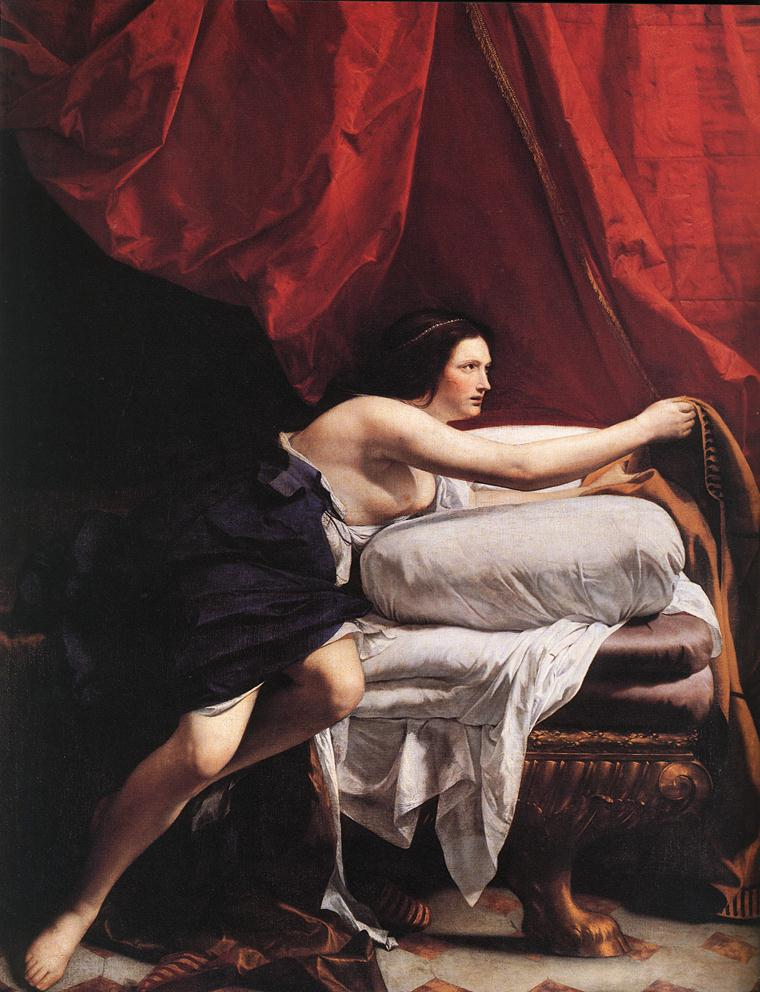
Joseph and Potiphar's Wife (detail)
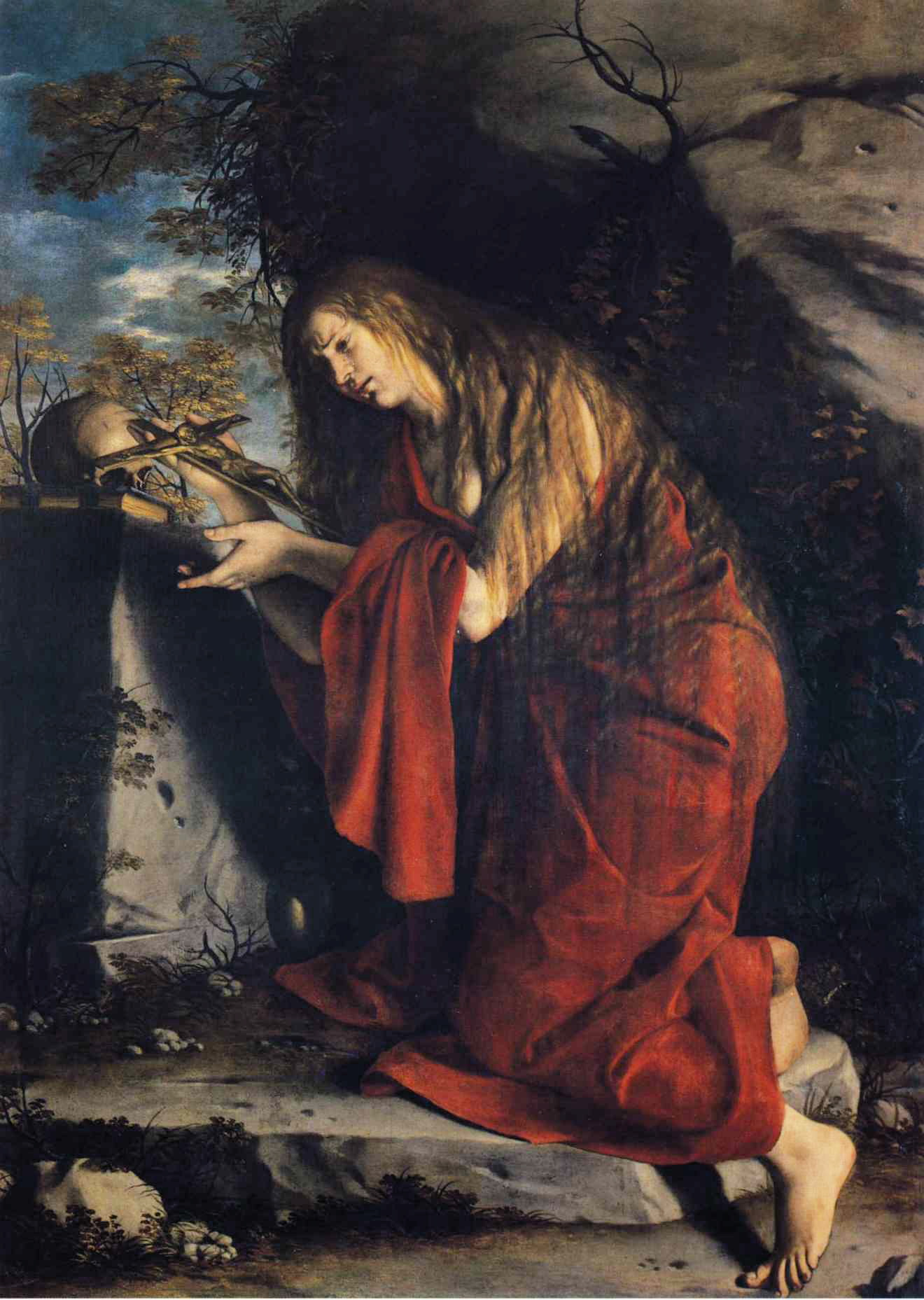
Saint Mary Magdalen in Penitence
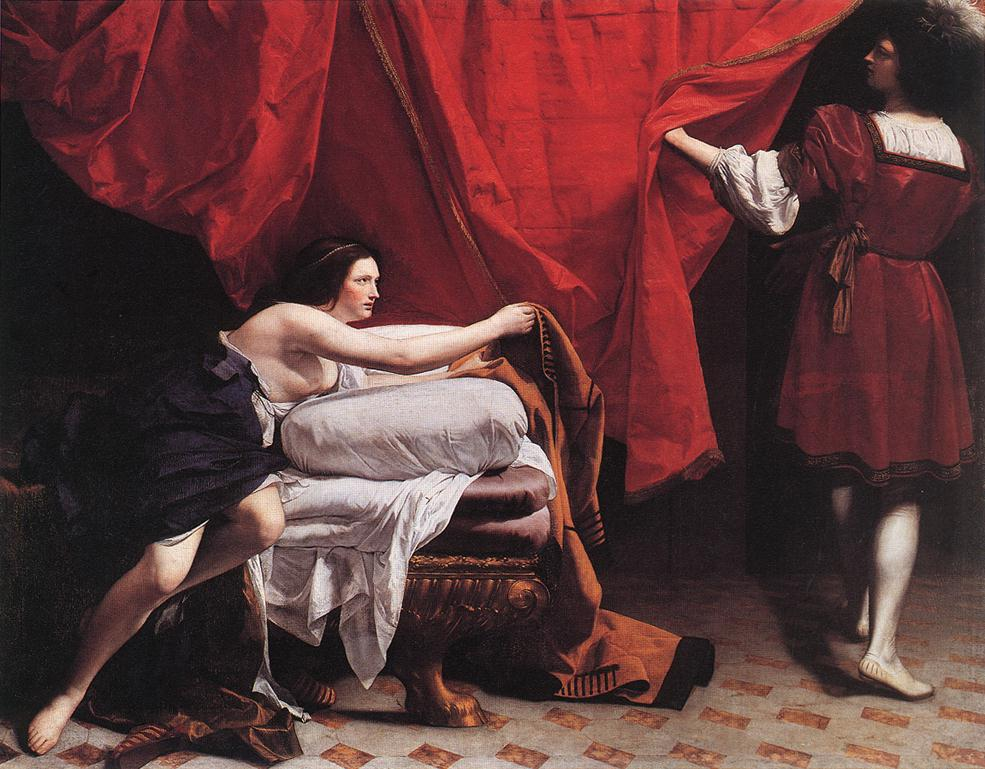
Joseph and Potiphar's Wife
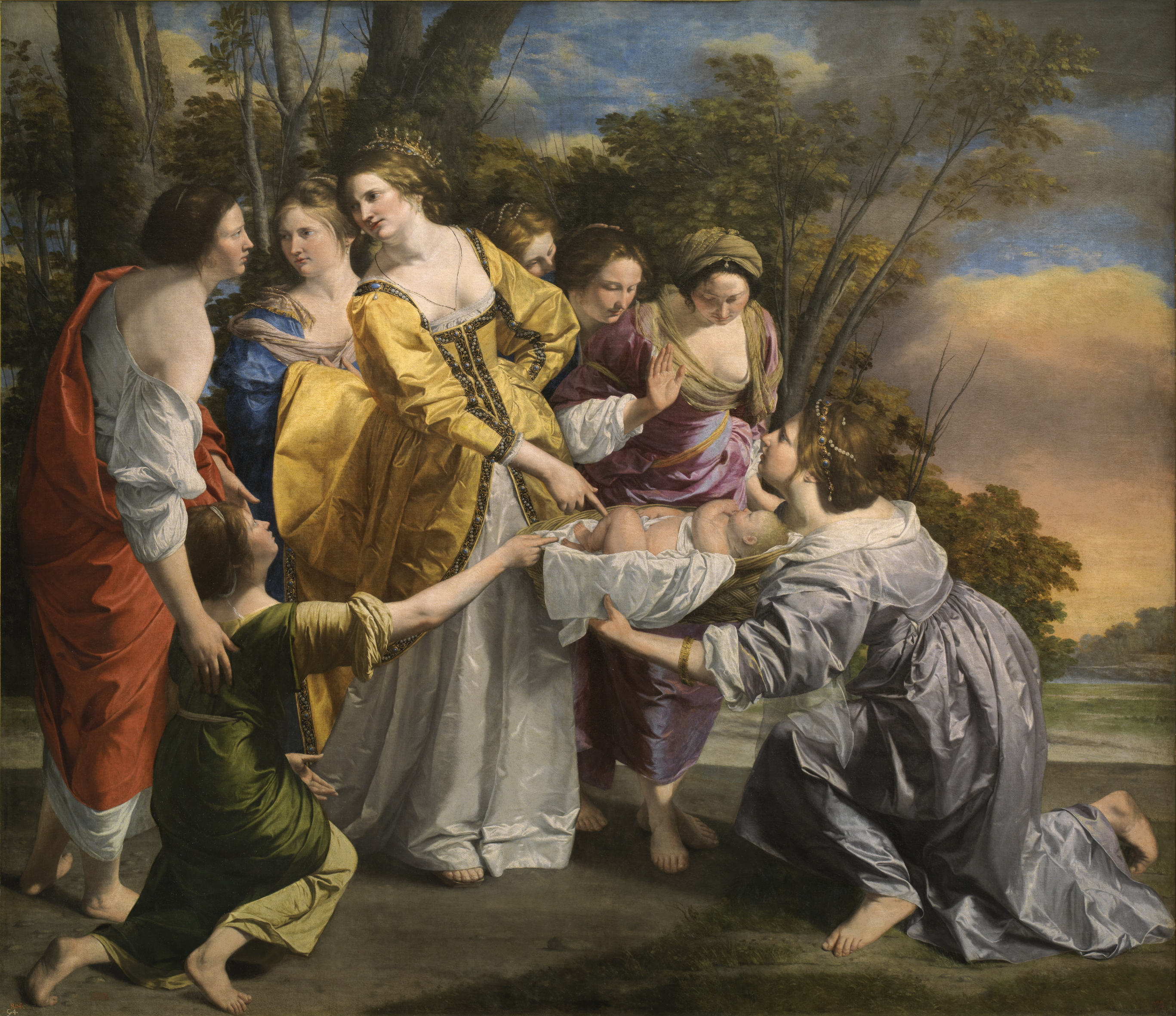
Moses in the basket
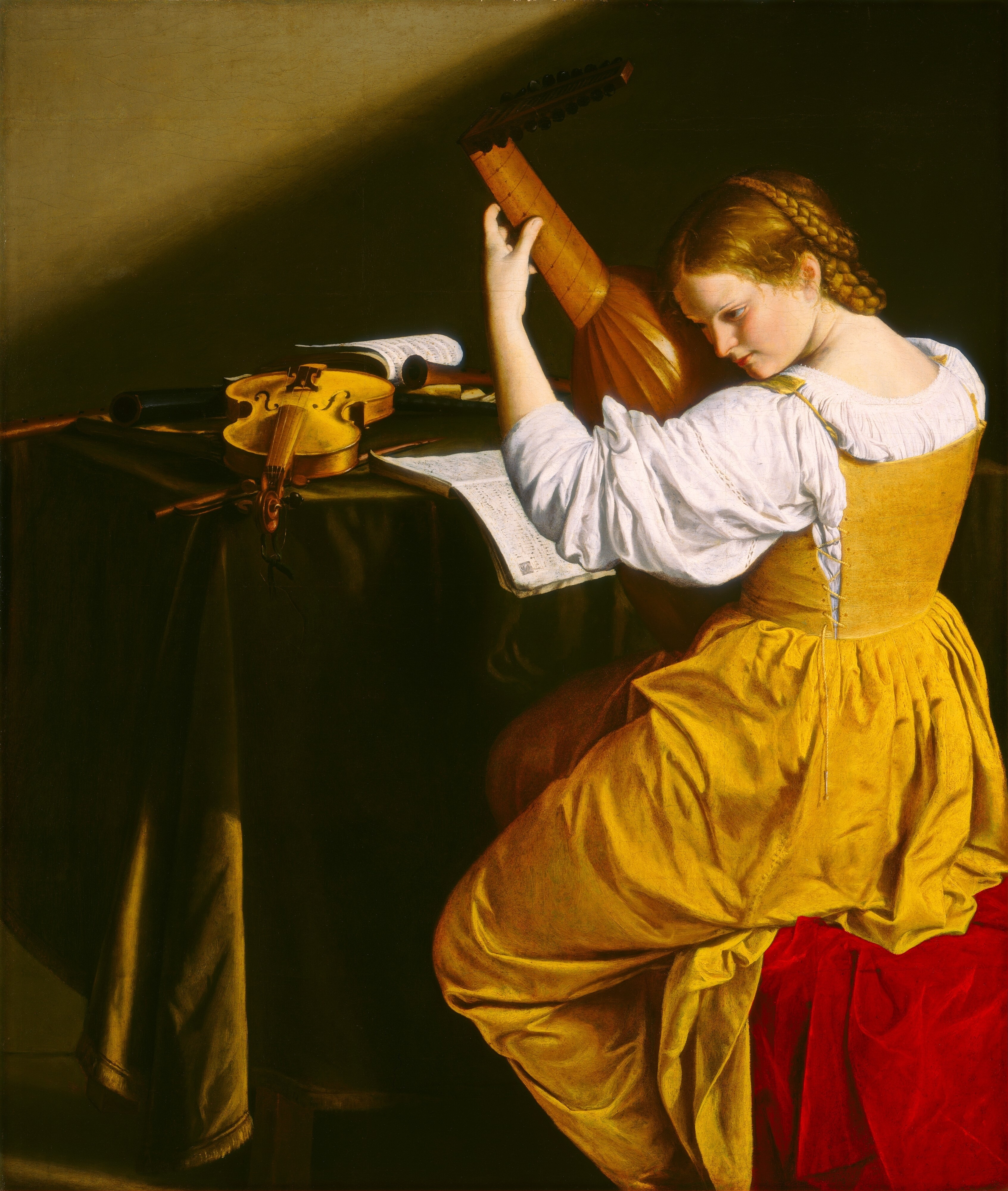
نوازنده لوت
۱۶۱۲–۱۶۱۵ م.
نگهداری در نگارخانه ملی هنر